# Maksimum karta
Maksimum karta je vrsta filatelističnega materiala. Dejansko je to razglednica z znamko in žigom na slikovni strani, ki naj bi bila v kar največji meri usklajena z vsebino izdane znamke. Prav tako mora biti usklajen poštni žig. 
Originalne maksimum karte izdaja poštna uprava, ki jih opremi s žigom prvega dne izida znamke. Pri maksimum kartah je cilj filatelistov doseči kar največjo skladnost (konkordanco) med tremi sestavnimi elementi: poštno znamko, motivom na razglednici in poštnim žigom. Za vsakega od navedenih elementov v filateliji veljajo pravila Mednarodne filatelistične zveze (FIPA). 

## Etimologija
Beseda maksimum izhaja iz latinščine in pomeni najbolj oz. največ. Dejavnost zbiranja maksimum kart se imenuje maksimafilija.

## Značilnosti maksimum kart

### Dimenzije
Dimenzije maksimum karte so točno določene s strani Mednarodne filatelistične zveze (FIPA). 
Mere razglednic morajo ustrezati velikostim, ki so sprejemljive za »Splošno poštno konvencijo«. Vendar so dovoljene tudi razglednice kvadratne ali pravokotne oblike, ki so na razpolago na trgu, pod pogojem, da je mogoče postaviti na list formata A4 (210 x 297 mm) po dve maksimum karti naenkrat. Ostale oblike (na primer okrogle) so izključene. Strogo prepovedano je tudi zmanjšati velikost razglednic z obrezovanjem.

### Poštna znamka
Samo ena z motivom maksimum karte identična poštna znamka je lahko prilepljena na slikovni strani tako, da ne prekriva pomembnih delov motiva. Pri tistih maksimum kartah, ki so bile izdelane pred sprejetjem »Mednarodnega statuta za maksimafilijo« leta 1978, je bilo še dovoljeno več poštnih znamk, če je bila ena od njih skladna z motivom. Izjema so tiste maksimum karte, na katerih so vse poštne znamke skladne z motivom in skupaj tvorijo usklajeno celoto. Če je torej isti motiv prikazan na več skupaj se držečih znamkah, kot panoramski pogled, so lahko vse skupaj na eni maksimum karti.

### Motiv
Razglednice z več slikami, kakor tudi tiste s hologrami so prepovedane. Za maksimum karte ni mogoče uporabiti kolažev, izrezkov, zasebnih fotografij na fotografskem papirju, barvnih ali črno-belih fotokopij, fotomontaž, risb in dokumentov, posebej pripravljenih za izdajo znamke ter tiskanih na fotografskem papirju s pomočjo računalnika.
V kolikor ni motiv na razglednici usklajen z motivom na poštni znamki, ne gre za s strani FIPA priznano maksimum karto. Predvsem pri izdajah Združenega kraljestva, pa tudi nekaterih drugih držav, je tega veliko.

### Poštni žig
Poštni žig mora odtisniti izključno pooblaščena poštna uprava. Slikovna (grafična) oblika žiga in /ali teksta kakor tudi kraj žiga (ime poštnega urada) morajo imeti povezavo z motivom na poštni znamki in motivom razglednice ali z namenom izdaje, največkrat gre za žig prvega dne izdaje znamke. Vsekakor so sprejemljivi tudi filatelistični žigi pod pogojem, da se spoštuje skladnost kraja žiga. Žigi, ki jih odtisnejo filatelistične službe majhnih držav, na katerih je le ime države, so sprejemljivi. Žig mora biti odtisnjen v času veljavnosti pošte in čim bližje datumu izdaje znamke. Žig, iz katerega je razviden kraj in datum uporabe, mora biti čitljiv, cel in odtisnjen tako, da je delno na znamki in delno na razglednici, kar velja tako za ročne kot strojne žige.